# Charnoz-sur-Ain
Charnoz-sur-Ain es una comuna francesa situada en el departamento de Ain, de la región de Auvernia-Ródano-Alpes.

## Demografía
| 103 | 141 | 155 | 267 | 416 | 810 | 889 | 915 | 904 |
| Para los censos de 1962 a 1999 la población legal corresponde a la población sin duplicidades (Fuente: INSEE [Consultar]) |     |     |     |     |     |     |     |     |